# سفيتلانا غالانت
سفيتلانا غالانت (بالروسية: Галянт, Светлана Алексеевна)‏ هي مقاتلة سامبو ‏ روسية، ولدت في 1973 في كيشيناو في مولدوفا.

## وصلات خارجية
- سفيتلانا غالانت على موقع JudoInside.com (الإنجليزية)
- سفيتلانا غالانت على موقع أوليمبيديا (الإنجليزية)